# Barbara Flynn
Barbara Flynn, nome vero di Barbara Jay McMurray (Hastings, 5 agosto 1948), è un'attrice inglese.

## Biografia
Ha iniziato a recitare nel 1970, apparendo in serie televisive.
Al cinema, è nota per aver recitato in Miss Potter, in cui interpreta la madre rigida di Beatrix Potter, interpretata da Renée Zellweger.

## Vita privata
Barbara Flynn si è sposata nel 1982 con Jeremy Taylor produttore televisivo e scrittore scientifico da cui ha avuto un figlio nato nel 1990. Taylor muore il 17 ottobre 2017.

## Filmografia parziale

### Cinema
- Britannia Hospital, regia di Lindsay Anderson (1982)
- Scappiamo col malloppo (Quick Change), regia di Howard Franklin e Bill Murray (1990)
- You're Dead..., regia di Andy Hurst (1999)
- Mauvaise passe, regia di Michel Blanc (1999)
- Miss Potter, regia di Chris Noonan (2006)
- Burlesque Fairytales, regia di Susan Luciani (2009)
- Bella giornata per un matrimonio (Cheerful Weather for the Wedding), regia di Donald Rice (2012)
- The Christmas Candle, regia di John Stephenson (2013)

### Televisione
- A Family at War – serie TV, 40 episodi (1970-1972)
- Z Cars – serie TV, 1 episodio (1972)
- Thirty Minutes Worth – serie TV, 2 episodi (1972)
- Centre Play – serie TV, 1 episodio (1975)
- Couples – serie TV, 3 episodi (1976)
- ITV Sunday Night Drama – serie TV, 1 episodio (1976)
- Murder Most English: A Flaxborough Chronicle – serie TV, 1 episodio (1977)
- Keep It in the Family – serie TV, 1 episodio (1980)
- BBC2 Playhouse – serie TV, 1 episodio (1980)
- Second Chance – serie TV, 1 episodio (1981)
- The Bagthorpe Saga – serie TV, 1 episodio (1981)
- Maybury – serie TV, 1 episodio (1981)
- The Last Song – serie TV, 6 episodi (1981)
- Ispettore Maggie (The Gentle Touch) – serie TV, 1 episodio (1981)
- Play for Today – serie TV, 3 episodi (1977-1982)
- The Beiderbecke Affair – miniserie TV, 6 episodi (1985)
- Open All Hours – serie TV, 11 episodi (1981-1985)
- Season's Greetings – film TV (1986)
- Ispettore Morse (Inspector Morse) – serie TV, 1 episodio (1987)
- The Beiderbecke Tapes – miniserie TV, 2 episodi (1987)
- A Very Peculiar Practice – serie TV 14 episodi (1986-1988)
- Boon – serie TV, 1 episodio (1992)
- Maigret – serie TV, 3 episodi (1993)
- Chandler & Co – serie TV, 6 episodi (1994)
- Cracker – serie TV, 20 episodi (1993-1995)
- Hornblower – miniserie TV, 2 episodi (2003)
- Poirot (Agatha Christie's Poirot) – serie TV, episodio 9x03 (2004)
- Elizabeth I, regia di Tom Hooper – miniserie TV (2005)
- Return to Cranford, regia di Simon Curtis – miniserie TV (2009)
- L'ispettore Barnaby (Midsomer Murders) – serie TV, episodio 14x04 (2011)
- I Borgia (The Borgias) – serie TV, episodio 2x05 (2012)
- Pat & Cabbage, regia di Syd Macartney – sitcom (2013)
- 1864, regia di Ole Bornedal – miniserie TV (2014)
- I Durrell - La mia famiglia e altri animali (The Durrells), regia di Steve Barron e Roger Goldby – serie TV, 5 episodi (2016)
- Killing Eve – serie TV, 1 episodio (2019)
- Kate & Koji – serie TV, 20 episodi (2020)
- Beyond Paradise – serie TV, 6 episodi (2023-in corso)